# Marguerite Frey-Surbek
Marguerite Frey-Surbek, de son vrai nom Jeanne Marguerite Surbek-Frey, née le 23 février 1886 à Delémont et morte le 17 mai 1981 à Berne, est une artiste peintre suisse.

## Biographie
Jeanne Marguerite Frey est la fille de Jean-Albert Frey, forestier et descendant d'une famille de conseillers bâlois, et de Lisa Juliette, née Calame. Pendant ses premières années, elle grandit à Delémont. La famille déménage à Berne en 1893. Elle fréquente l'École des Arts et Métiers pendant deux ans, puis devient l'élève du peintre allemand Paul Klee de 1904 à 1906,.
Sur les conseils de Paul Klee, elle intègre l'Académie Ranson de 1906 à 1911, où elle fréquente Lucien Simon, Félix Vallotton, Maurice Denis et Édouard Vuillard. Elle y rencontre également son futur mari, le peintre Victor Surbek. Le couple se marie en 1914. De 1915 à 1931, ils dirigent ensemble une école de peinture à Berne, où ont notamment enseigné Serge Brignoni, Max Böhlen et Ernst Braker,,.
Marguerite Frey-Surbek est engagée socialement et politiquement. Elle fonde la première crèche pour jeunes filles à Berne, et milite pour le droit de vote des femmes. Elle s’engage auprès des camps de réfugiés pendant la guerre, et se mobilise pour le patrimoine local quant à la protection de la vieille ville de Berne, et pour la préservation de l’environnement autour du lac de Brienz.

## Carrière artistique
À ses débuts, Marguerite Frey a surtout peint des portraits et des nus, tout comme des paysages et natures mortes. Ses travaux impliquent des fresques et peintures murales,. À travers ses travaux graphiques et peintures à l'huile, l'artiste exprime son vif intérêt pour les mouvements impressionnistes, fauvistes et nabis,.
Au printemps et en été, elle s’installe à Iseltwald, au bord du lac de Brienz, le reste de l'année, elle réside à Berne. L’artiste voyage beaucoup, et passe également de longues périodes dans d'autres pays européens et en Amérique. Elle est fortement influencée par son séjour en Calabre en 1932, qui lui permet de trouver de nouvelles tonalités de couleurs,.
À Berne, Marguerite Frey réalise notamment des fresques dans la cage d'escalier de la Gewerbeschule Bern,,.
De 1942 à 1948, Marguerite Frey-Surbek est membre de la Commission fédérale des arts (EKK). Elle est également membre de la section bernoise de la Société suisse des femmes artistes (SGBK).